# Casa Dickinson
La Casa Dickinson es una residencia histórica ubicada en Grove Hill, Alabama, Estados Unidos.

## Historia
La casa de estilo italianizante de dos pisos fue construida en 1845. Fue diseñado por James Newman. Fue agregado al Registro de Monumentos y Patrimonio de Alabama el 1 de enero de 1978 y al Registro Nacional de Lugares Históricos el 13 de septiembre de 1978. La casa fue catalogada debido a su importancia arquitectónica como un ejemplo temprano de arquitectura italianizante.